# Смолигівська сільська рада (Ріпкинський район)
Смоли́гівська сільська́ ра́да — адміністративно-територіальна одиниця та орган місцевого самоврядування в Ріпкинському районі Чернігівської області. Адміністративний центр — село Смолигівка.

## Загальні відомості
Смолигівська сільська рада утворена у 1921 році.
- Територія ради: 37,53 км²
- Населення ради: 618 осіб (станом на 2001 рік)

## Населені пункти
Сільській раді підпорядковані населені пункти:
- с. Смолигівка
- с. Березівка
- с. Клонів
- с. Розсудів
- с. Скитьки
- с. Тулія

## Склад ради
Рада складається з 12 депутатів та голови.
- Голова ради: Левченко Олена Віталіївна
- Секретар ради: Лутченко Галина Василівна

### Керівний склад попередніх скликань
| Прізвище, ім'я, по батькові | Основні відомості                                                                                   | Дата обрання | Дата звільнення |
| --------------------------- | --------------------------------------------------------------------------------------------------- | ------------ | --------------- |
| Брагида Людмила Михайлівна  | Сільський голова, 1959 року народження, член Народної партії                                        | 26.03.2006   | 01.02.2010      |
| Клименок Юрій Вікторович    | Сільський голова, 1962 року народження, освіта середня загальна, член Соціалістичної партії України | 20.06.2010   | 31.10.2010      |
| Клименок Юрій Вікторович    | Сільський голова, 1962 року народження, освіта середня загальна, безпартійний                       | 31.10.2010   | 04.10.2012      |
| Левченко Олена Віталіївна   | Сільський голова, 1963 року народження, освіта вища, член Партії регіонів                           | 02.06.2013   |                 |

Примітка: таблиця складена за даними сайту Верховної Ради України

### Депутати
За результатами місцевих виборів 2010 року депутатами ради стали:

#### За суб'єктами висування
| Суб'єкт висування                                       | Кількість обраних депутатів | %    |
| ------------------------------------------------------- | --------------------------- | ---- |
| Партія регіонів                                         | 8                           | 66,7 |
| Народна партія                                          | 2                           | 16,7 |
| Політична партія Всеукраїнське об'єднання «Батьківщина» | 2                           | 16,7 |

#### За округами
| № округу                                                | Прізвище, ім'я, по батькові     | Дата визнання обраним | Освіта  | Партійна приналежність                        | Відомості про обраного депутата |
| ------------------------------------------------------- | ------------------------------- | --------------------- | ------- | --------------------------------------------- | --- |
| Народна Партія                                          |                                 |                       |         |                                               | |
| 7                                                       | Головач Віталій Дмитрович       | 01.11.2010            | вища    | член Народної партії                          | пенсіонер |
| 12                                                      | Назаренко Оксана Василівна      | 01.11.2010            | середня | член Народної партії                          | Пункт тимчасового утримання іноземців с. Розсудів, кухар                                                                            |
| Партія регіонів                                         |                                 |                       |         |                                               | |
| 1                                                       | Лутченко Михайло Іванович       | 01.11.2010            | вища    | член Партії регіонів                          | Пункт тимчасового утримання іноземців с. Розсудів, оператор газової котельні                                                        |
| 2                                                       | Лутченко Галина Василівна       | 01.11.2010            | вища    | член Партії регіонів                          | Смолигівська сільська рада, секретар                                                                                                |
| 3                                                       | Лісовий Валерій Іванович        | 01.11.2010            | середня | член Партії регіонів                          | Пункт тимчасового утримання іноземців с. Розсудів, оператор газової котельні                                                        |
| 5                                                       | Дрязгіна Олена Олександрівна    | 01.11.2010            | середня | член Партії регіонів                          | пенсіонер |
| 6                                                       | Костюк Світлана Володимирівна   | 01.11.2010            | середня | член Партії регіонів                          | Любецьке сільське споживче товариство, продавець                                                                                    |
| 8                                                       | Клименок В'ячеслав Віталійович  | 01.11.2010            | середня | член Партії регіонів                          | Ріпкиагролісгосп, лісник |
| 9                                                       | Бондарєв Олексій Степанович     | 01.11.2010            | середня | член Партії регіонів                          | пенсіонер |
| 11                                                      | Москаленко Валентина Михайлівна | 01.11.2010            | вища    | член Партії регіонів                          | Територіальний центр соціального обслуговування пенсіонерів та одиноких непрацездатних громадян похилого віку, соціальний працівник |
| Політична партія Всеукраїнське об'єднання «Батьківщина» |                                 |                       |         |                                               | |
| 4                                                       | Жир Валентина Іванівна          | 01.11.2010            | вища    | член Всеукраїнського об'єднання «Батьківщина» | фельдшерсько-акушерський пункт с. Смолигівка, молодша медична сестра                                                                |
| 10                                                      | Тищенко Надія Михайлівна        | 01.11.2010            | середня | член Всеукраїнського об'єднання «Батьківщина» | Смолигівське відділення зв'язку, начальник                                                                                          |